# 安多尼·夏爾馬
安多尼·方濟各·夏爾馬（英語：Anthony Francis Sharma，1937年12月12日—2015年12月8日），是尼泊爾籍天主教主教。是首任尼泊爾宗座代牧區宗座代牧和耶穌會會士。

## 生平
安多尼·夏爾馬出生於1937年12月12日，印度。他於1968年5月4日，在耶穌會晉鐸。六十年代，在大吉嶺耶穌會的聖若瑟學院教導前尼泊爾國王賈南德拉（Gyanendra）及其兄、已故國王比蘭德拉（Birendra Shah）。1990年創立尼泊爾明愛。
他在1996年11月8日，被時任教宗若望保祿二世任命為首任尼泊爾宗座監牧區監牧，並於2007年2月10日宗座監牧區升格為宗座代牧區，他也同時晉牧成為首任尼泊爾宗座代牧。直到2014年4月25日榮休，及由Paul Simick接替成為亞眠教區正權主教。2015年12月8日，在尼泊爾加德滿都去世。遺體停放在加德滿都聖母升天堂內，至同月10日在哥達瓦里下葬。